# 谷地畑駅
谷地畑駅（やちはたえき）は、宮城県栗原市若柳字谷地畑にあった、くりはら田園鉄道くりはら田園鉄道線の駅である。2007年（平成19年）、路線の廃止に伴い廃駅となった。

## 歴史
- 1926年（大正15年）10月10日：開業。
- 2007年（平成19年）4月1日：廃止。

## 駅構造
単式ホーム1面1線を有する地上駅。駅に改札口はなく、道路から緩い坂を上って線路の北にあるホームに上がった。ホームには小さな待合室があった。無人駅。

## 駅周辺
駅は東西に伸び、そのすぐ西の踏切りを宮城県道4号中田栗駒線が南北に横切る。乗客はこの踏切りの横から駅に入った。県道4号は100メートルほど南で迫川の堤防上を通って若柳に向かう。この付近の迫川の河川敷は広く、草木が茂る季節には300メートル先にある川の水面を直接見ることができないほどである。周辺は住宅地で、北に水田が広がる。駅前には商店街はない。

## 隣の駅
くりはら田園鉄道
くりはら田園鉄道線
若柳駅 - 谷地畑駅 - 大岡小前駅